# کیلور ناواس
کِیلور آنتونیو ناواس گامبوا (اسپانیایی: Keylor Antonio Navas Gamboa‎؛ زاده ۱۵ دسامبر ۱۹۸۶) بازیکن فوتبال اهل کاستاریکا است.او اکنون برای تیم فوتبال اولد بویز فوتبال بازی میکند. 

## آمار ملی

### بازی‌های ملی
تا تاریخ ۱۲ سپتامبر ۲۰۲۳
| کاستاریکا | کاستاریکا | کاستاریکا | کاستاریکا |
| سال       | بازی      | کلین شیت  | گل خورده  |
| --------- | --------- | --------- | --------- |
| ۲۰۰۸      | ۲         | ۱         | ۱         |
| ۲۰۰۹      | ۱۴        | ۵         | ۱۴        |
| ۲۰۱۰      | ۵         | ۲         | ۸         |
| ۲۰۱۱      | ۱۱        | ۳         | ۱۷        |
| ۲۰۱۲      | ۱۰        | ۴         | ۹         |
| ۲۰۱۳      | ۸         | ۴         | ۴         |
| ۲۰۱۴      | ۱۰        | ۳         | ۱۱        |
| ۲۰۱۵      | ۴         | ۲         | ۳         |
| ۲۰۱۶      | ۵         | ۳         | ۴         |
| ۲۰۱۷      | ۷         | ۲         | ۶         |
| ۲۰۱۸      | ۱۰        | ۲         | ۱۸        |
| ۲۰۱۹      | ۵         | ۲         | ۴         |
| ۲۰۲۰      | ۱         | ۰         | ۱         |
| ۲۰۲۱      | ۸         | ۲         | ۶         |
| ۲۰۲۲      | ۱۰        | ۷         | ۱۲        |
| ۲۰۲۳      | ۲         | ۰         | ۵         |
| مجموع     | ۱۱۲       | ۴۲        | ۱۲۳       |

## دوران باشگاهی

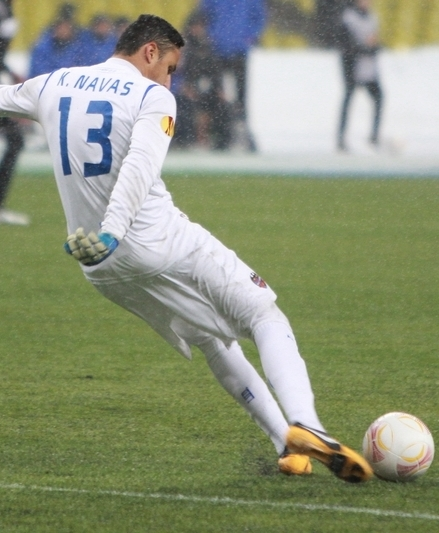
بازیکن کیلور ناواس لوانته اف سی

### آلباسته
در ژوئیه ۲۰۱۰، ناواس به آلباسته در لیگ دوم اسپانیا پیوست. او ۳۶ بازی در فصل را برای تیم بازی کرد اما تیمش بعد از پایان آخرین موقعیت در جدول باز هم سقوط کرد.

### لوانته
در فصل ۲۰۱۱ / ۲۰۱۲، ناواس به لالیگا آمد و به صورت قرضی به تیم لوانته پیوست، او نخستین بازی بازی خود را در ۱۳ مه ۲۰۱۲ در پیروزی ۳–۰ خانگی برابر اتلتیک بیلبائو انجام داد. بیلبائو برای اولین بار مجوز حضور در لیگ اروپا را کسب کرد.

### رئال مادرید
درخشش وی در جام جهانی ۲۰۱۴ و صعود کاستاریکا تا مرحله یک چهارم پایانی باعث شد که رئال مادرید به جذب او علاقه‌مند شود. در ۳ اوت ۲۰۱۴، رئال مادرید کیلور ناواس را به قیمت ۱۰ میلیون یورو به خدمت گرفت و او با قراردادی ۶ ساله به عضویت رئال مادرید آمد.
بازی اول او به همراه تیم ۱۲ اوت ۲۰۱۲ بود اما برای بازیهای یوفا سوپر جام اروپا ۲۰۱۴ نیمکت‌نشین کاسیاس بود. اما پس از ترک رئال توسط کاسیاس به شماره یک رئال تبدیل شد. او در دوازده بازی ابتدایی فصل ۲۰۱۵–۲۰۱۶ لالیگا با محافظت از دروازه رئال فقط سه گل دریافت کرد و رکوردی تاریخی در لالیگا به جا گذاشت. از جمله رکوردهایی که او از خود به جا گذاشت گل نخوردن در بازی‌های گروهی چمپیونز لیگ بود که از این لحاظ بین دروازه‌بانان تاریخ لیگ قهرمانان اروپا دومین دروازه‌بان برتر است، البته در زمانی که او وارد رئال شد با واکنش‌های خوب و منحصر به فرد در بازی‌ها توانست نظر مربیان این تیم را جلب کند تا از خرید دروازه‌بان اول برای این تیم منصرف شوند.

### پاری سن ژرمن
ناواس در سال ۲۰۱۸ نیمکت نشین تیبو کورتوا شد و بخاطر همین دلیل شایعات زیادی در مورد جدایی وی بیان شد. در سال ۲۰۱۹ وی تصمیم به جدایی گرفت و با مبلغ ۱۵ میلیون یورو راهی پاری سن ژرمن شد

## دوران ملی

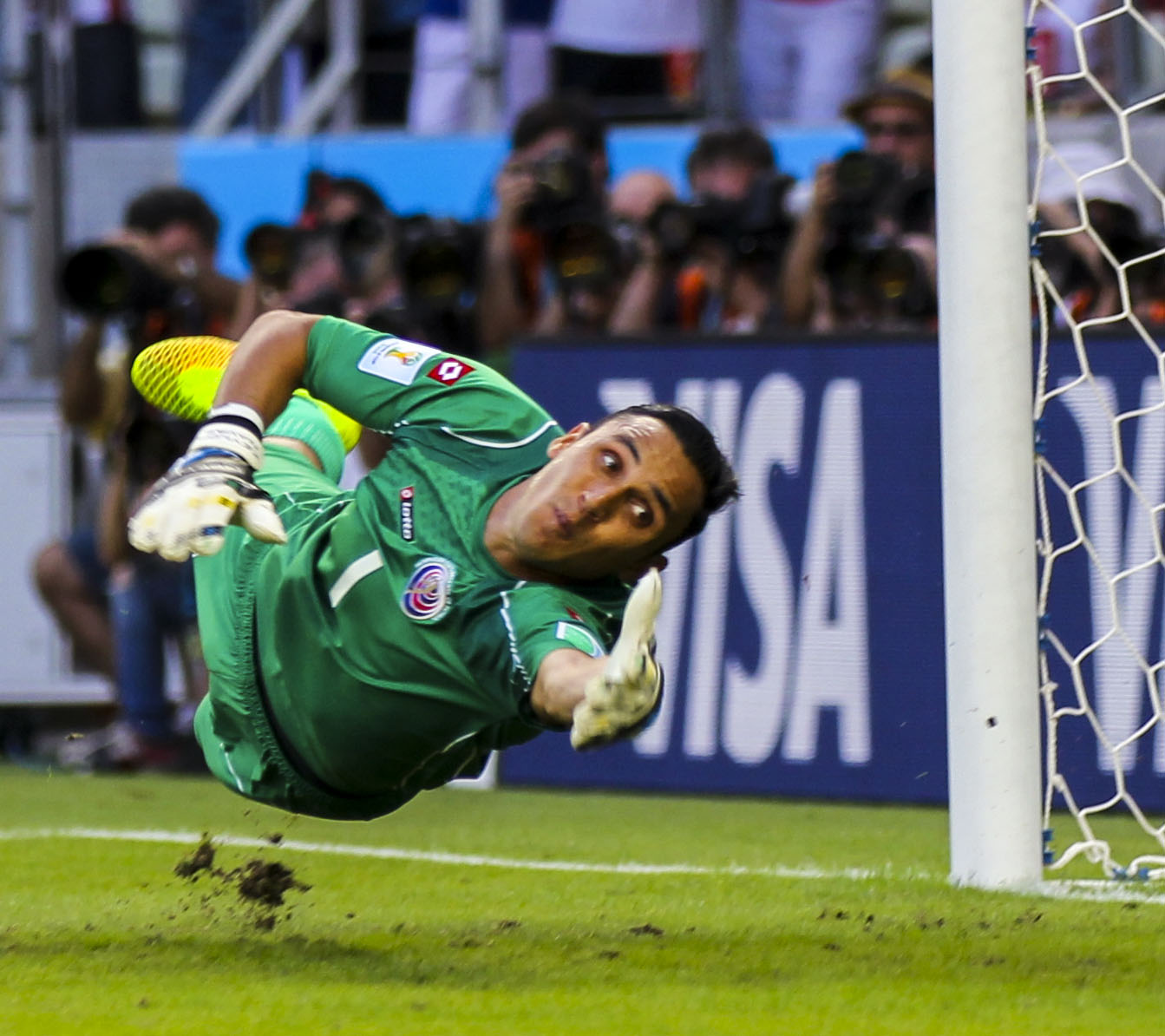
بازی اروگوئه و کاستاریکا در جام جهانی فوتبال 2014

ناواس بخشی از تیم ملی فوتبال کاستاریکا در بازیهای زیر ۱۷ سال فیفا قهرمانی جهان سال ۲۰۰۳ بود. او برای نخستین بار در ۱۶ اوت ۲۰۰۶ به تیم ملی فراخوانده شد. یک بازی دوستانه در مسابقات و تورنمنت اروپایی برابر اتریش و سوئیس انجام داد. ناواس در جام جهانی ۲۰۱۴ درخشان ظاهر شد او در بازی برابر اروگوئه که تیمش ۳–۱ این تیم را شکست داد درخشان ظاهر شد و تنها در مرحله گروهی ۳ گل دریافت کرد و تیم را به مرحله حذفی رسانید. در ۲۹ ژوئن بازی برابر یونان، ناواس به خاطر ۷ سیو بهترین بازیکن میدان شد، او ضربه پنالتی بازیکن یونانی تئوفانیس گکاس را نیز مهار کرد.
او سریع با رفلکس‌های عالی است. همیشه موقعیت برتر را در برابر حملات حفظ می‌کند.
در بازیهای جام جهانی برزیل ۲۰۱۴، او تنها ۲ گل در ۵ بازی دریافت کرد. کاستاریکا را برای اولین بار در تاریخ کشور به مرحله حذفی برد.

## افتخارات

### رئال مادرید
- لالیگا(۱): ۱۷–۲۰۱۶
- سوپر جام اسپانیا(۱): ۲۰۱۷
- لیگ قهرمانان اروپا(۳): ۱۶–۲۰۱۵، ۱۷–۲۰۱۶، ۱۸–۲۰۱۷
- سوپرجام اروپا(۳): ۲۰۱۴، ۲۰۱۶، ۲۰۱۷
- جام باشگاه‌های جهان(۳): ۲۰۱۶، ۲۰۱۷، ۲۰۱۸

### پاری سن ژرمن
- لیگ ۱(۲): ۲۰–۲۰۱۹، ۲۲–۲۰۲۱
- جام حذفی فوتبال فرانسه(۲): ۲۰–۲۰۱۹، ۲۱–۲۰۲۰
- جام اتحادیه باشگاه‌های فرانسه(۱): ۲۰–۲۰۱۹
- سوپر جام فوتبال فرانسه(۲): ۲۰۲۰، ۲۰۲۳
- لیگ قهرمانان اروپا نایب قهرمان ۲۰–۲۰۱۹

### فردی
- بهترین دروازه‌بان فصل ۲۰۲۱–۲۰۲۰ لوشامپیونه فرانسه